# Лозанна (футбольный клуб)
«Лоза́нна» (фр. Football Club Lausanne-Sport) — швейцарский профессиональный футбольный клуб из одноимённого города. Клуб является семикратным чемпионом Швейцарии и восьмикратным обладателем национального кубка, что делает его одним из наиболее титулованных клубов Швейцарии. В настоящее время «Лозанна» выступает в Швейцарской Суперлиге. Кроме футбола, в спортивном клубе «Лозанна» культивируются лёгкая атлетика, гребля и роликовый хоккей.

## Достижения
- Чемпион Швейцарии:
  - Чемпион (7): 1912/13, 1931/32, 1934/35, 1935/36, 1943/44, 1950/51, 1964/65
  - Вице-чемпион (8): 1946/47, 1954/55, 1961/62, 1962/63, 1968/69, 1969/70, 1989/90, 1999/2000
- Челлендж-лига (4): 1931/32, 2010/11, 2015/16, 2019/20
- Промоушен-лига: 2004/05
- Первая лига: 2003/04
- Кубка Швейцарии:
  - Обладатель (9): 1934/35, 1938/39, 1943/44, 1949/50, 1961/62, 1963/64, 1980/81, 1997/98, 1998/99
  - Финалист (8): 1936/37, 1945/46, 1946/47, 1956/57, 1966/67, 1983/84, 1999/2000, 2009/10
- Кубок швейцарской лиги по футболу: 1980/81

### В еврокубках
- Кубок чемпионов: 1/16 финала (1965/66)
- Кубок обладателей кубков: 1/4 финала (1964/65)
- Кубок УЕФА: 1/16 финала (1978/79, 2000/01)
- Кубок ярмарок: 1/2 финала (1955/58)[1]
- Кубок Интертото: Финалист (1968)